# Goyatz-Guhlen

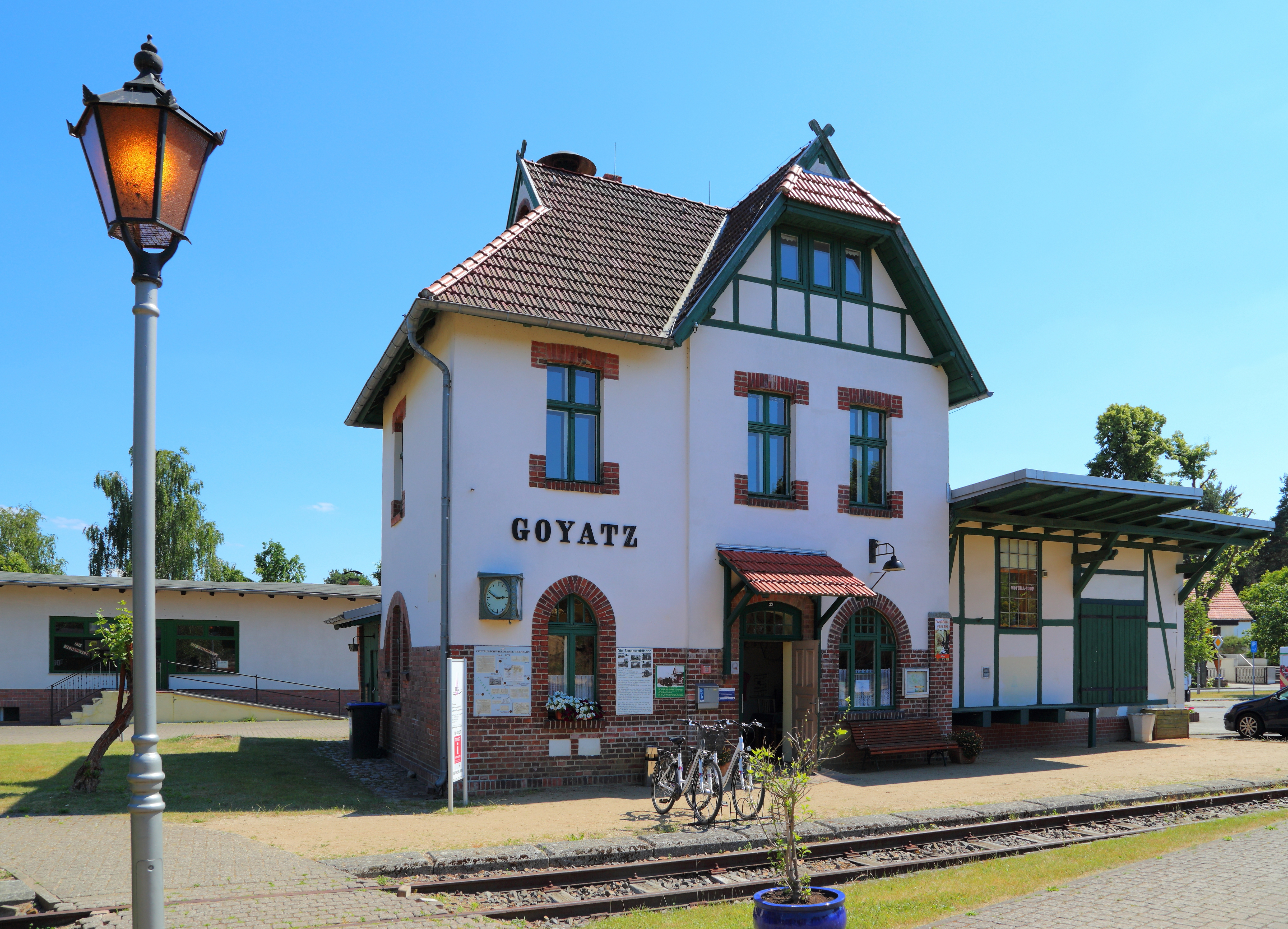
Bahnhof der Spreewaldbahn in Goyatz

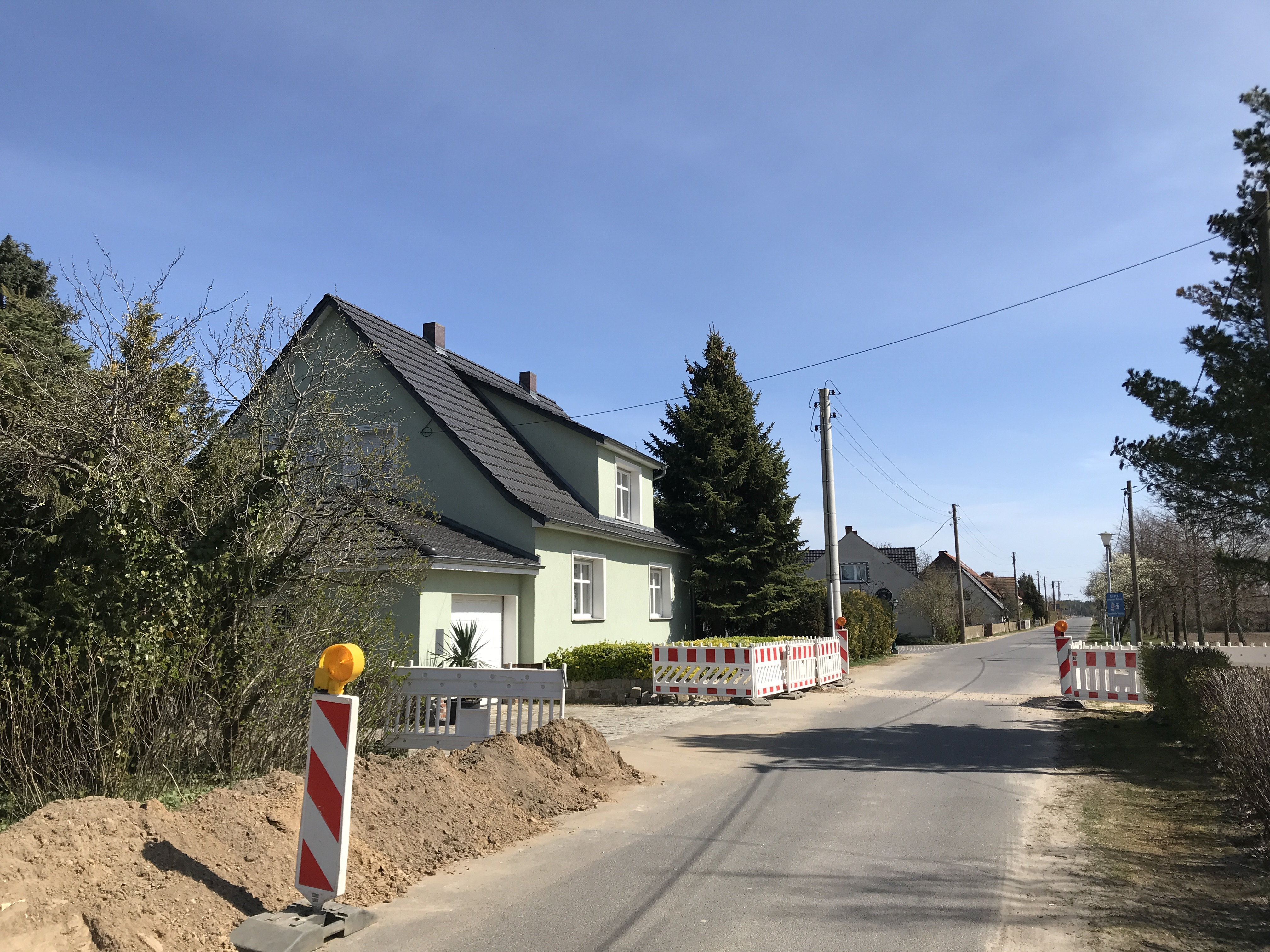
Ortsteil Guhlen

Goyatz-Guhlen war eine Gemeinde, die vom 1. Januar 1974 bis zum 1. Juni 1997 zunächst im Kreis Lübben im Bezirk Cottbus in der DDR und nach der Wiedervereinigung im Landkreis Lübben bzw. im Landkreis Dahme-Spreewald in Brandenburg bestand. Sie lag im Gebiet der heutigen Gemeinde Schwielochsee.

## Geografie
Goyatz-Guhlen lag in der Niederlausitz, rund 20 Kilometer Luftlinie nordöstlich der Kreisstadt Lübben. Im Osten grenzte die Gemeinde an den Schwielochsee. Nachbargemeinden waren Ressen-Zaue im Norden, Jessern im Osten, Mochow und Siegadel im Süden sowie Glietz und Leibchel im Westen. Im Gemeindegebiet liegen die Bundesstraße 320 und die Landesstraßen 441 und 442.
Die Gemeinde umfasste eine Fläche von 15,59 km². Zur Gemeinde gehörten die Ortsteile Goyatz und Guhlen.

## Geschichte
Die Gemeinde Goyatz-Guhlen entstand am 1. Januar 1974 durch den Zusammenschluss der bis dahin eigenständigen Gemeinden Goyatz und Guhlen, nachdem die Einwohnerzahlen in beiden Orten in den Jahren zuvor stark gesunken war. Die Gemeinde lag zunächst im Kreis Lübben im DDR-Bezirk Cottbus. Am 31. Dezember 1981 hatte Goyatz-Guhlen 537 Einwohner. Am Tag der Wiedervereinigung erreichte die Einwohnerzahl mit 523 ihren Tiefststand, seitdem stieg sie wieder. Nach der Wiedervereinigung lag Goyatz-Guhlen zunächst im Landkreis Lübben in Brandenburg, wo sich die Gemeinde im August 1992 zur Erledigung ihrer Verwaltungsangelegenheiten dem Amt Lieberose anschloss.
Am 31. Dezember 1996 hatte die Gemeinde Goyatz-Guhlen 567 Einwohner. Zum 1. Juni 1997 schloss sich Goyatz-Guhlen mit der Nachbargemeinde Siegadel zu der neuen Gemeinde Goyatz zusammen. Die Gemeinde Goyatz-Guhlen wurde damit aufgelöst. Die Gemeinde Goyatz wurde am 26. Oktober 2003 ein Teil der neu gebildeten Gemeinde Schwielochsee. Goyatz ist seitdem ein Ortsteil der neuen Gemeinde, Guhlen und Siegadel sind als bewohnte Gemeindeteile in den Ortsteil Goyatz integriert.